# Ferrovia trans-iraniana
La Ferrovia trans-iraniana (in persiano راه‌آهن سراسری ایران‎) è stato un importante progetto di costruzione ferroviaria iniziato nel 1927 e completato nel 1938, sotto la direzione dell'allora monarca iraniano Reza Shah. Fu interamente costruita con capitale iraniano, e collega la capitale Teheran con Bandar Shahpur (moderna Bandar-e Emam Khomeyni) sul Golfo Persico a sud e Bandar Shah (moderna Bandar Torkaman) sul Mar Caspio a nord, via Ahvaz e Qom. Nel 1961, sotto il figlio di Reza Shah, Mohammad Reza Pahlavi, fu estesa da Bandar Shah a un nuovo capolinea a Gorgan. Nel 1963, durante le riforme agrarie di Mohammad Reza Pahlavi, nell'ambito della "Rivoluzione bianca", la ferrovia trans-iraniana fu estesa per collegare Teheran a Mashhad, Tabriz e Isfahan.
La tratta originaria del 1938, da Bandar Shahpur a Bandar Shah, è stata designata come patrimonio dell'umanità dell'UNESCO nel luglio 2021.

## Prima della prima guerra mondiale: il regime russo
L'idea di una ferrovia che collegasse l'Impero russo e l'India britannica fu proposta da diversi gruppi privati russi nel 1889, 1900 e 1905. Tuttavia il governo russo rifiutò tali proposte, temendo che avrebbero messo a repentaglio il dominio commerciale, geograficamente consentito, della Russia in Iran, oltre a complicare le relazioni con gli inglesi. Nel 1889 la Russia e lo Scià concordarono che nessuna ferrovia sarebbe stata costruita in Iran senza il consenso dei russi. Tuttavia nel 1910, sull'accordo fu posto il veto nella rivoluzione costituzionale iraniana. I timori che gli interessi russi non fossero più primari, insieme all'emergere di forze politiche anti-russe nel paese e di una minaccia tedesca, resero più importante che mai per l'Iran proteggere i propri interessi commerciali costruendo una ferrovia.
Per costruire la ferrovia sorse il problema di raccogliere capitali sufficienti per finanziare il progetto. La guerra russo-giapponese del 1905 fu uno dei numerosi fattori che lasciarono la Russia con un budget limitato, impedendole di fornire fondi. Anche gli inglesi furono sollecitati, ma la richiesta non poté essere accolta, rimandando così ulteriormente l'inizio della costruzione della ferrovia. Nikolay Khomyakov, presidente della Duma, e IA Zveginstov, sostenitori dell'Intesa anglo-russa, promossero un'iniziativa privata per una ferrovia che avrebbe dovuto collegare l'India e l'Europa, per contrastare la minaccia economica che la Germania rappresentava per la regione. L'influenza della Germania sulla regione fu resa possibile dalla ferrovia di Baghdad, che collegava la Germania e l'Impero ottomano (l'odierna Turchia, Siria e Iraq), consentendole di avviare piani per collegare la ferrovia a Teheran per aumentare la sua impresa commerciale. Nonostante l'opposizione del Ministero degli Affari Esteri e del Ministero delle Finanze russo, ci fu il sostegno al progetto.
Nel dicembre 1910 venne costituito un consorzio ferroviario trans-iraniano, composto da dodici grandi banche russe. Nove di queste raggiunsero un accordo con le principali banche francesi nel 1911, determinando il fondamentale sostegno necessario per finanziare la ferrovia. Tuttavia il passo finale necessario per avviare il progetto fu il sostegno dei britannici, che volevano ripristinare la stabilità finanziaria in Iran ma non volevano essere coinvolti nel Consorzio ferroviario trans-iraniano attraverso il prestito, da quattro a sei milioni di sterline, proposto da Alexander Izvolsky, ministro degli Esteri imperiale 1906-1910, e Sergey Sazonov, ministro degli Esteri 1910-1916. Sazonov continuò a sollecitare il prestito, credendo che fosse la soluzione per evitare il fallimento della Persia. Lord Curzon, viceré britannico dell'India, rifiutò il prestito, sospettando che i russi avessero un occhio avido sulla preziosa colonia indiana della Gran Bretagna, provocando una dura protesta da parte di Sazonov contro l'accusa. Infine, nel 1912, i finanzieri russi, francesi e britannici formarono una Société d'Etudes per la ferrovia trans-iraniana.
Quando Arthur von Gwinner, direttore della Deutsche Bank e della ferrovia di Baghdad, annunciò l'intenzione di costruire una sezione della ferrovia che collegava Baghdad a Khanaqin, entro il 1916, i russi si mossero rapidamente per assicurarsi il sostegno britannico e gli investimenti francesi nella Société d'Etudes. Essi si sarebbero occupati principalmente della costruzione della sezione settentrionale della linea, che si estendeva da Astara a Teheran, mentre i britannici erano più interessati alla sezione meridionale, poiché già dominavano la regione meridionale e il Golfo Persico.
Nel frattempo le guerre balcaniche nell'Impero ottomano (1912-1913) crearono una situazione instabile nel paese, rimandando nuovamente l'avvio dell'impresa. Tale instabilità indusse gli investitori della Société d'Etudes a esitare nell'investire in un Iran in bancarotta. Sazonov suggerì che la nomina di un forte leader iraniano avrebbe aiutato l'aspetto finanziario del progetto ferroviario. Sa'd Dawla, ex ministro dell'ex Muhammad Ali Shah, accettò di lavorare con le due potenze per utilizzare una sovvenzione della Société d'Etudes e procedere così alla costruzione della Ferrovia trans-iraniana senza l'accordo del neo-costituito parlamento. Tuttavia Sir Edward Gray, segretario di Stato britannico per gli affari esteri, rifiutò di costringere gli iraniani ad accettare Sa'd Dawla come primo ministro, a causa della sua avversione per il movimento costituzionale in Iran.
L'esito delle guerre balcaniche indusse la Russia e la Gran Bretagna ad accettare la probabilità di una guerra con gli Imperi centrali nel prossimo futuro, suggerendo la necessità di forti relazioni anglo-russe. Sazonov si sentì frustrato dall'incapacità della Gran Bretagna di scendere a compromessi su una rotta che incorporasse l'India e minacciò di procedere con la rotta settentrionale. Temendo le implicazioni della guerra imminente, Gray alla fine cedette, nel migliore interesse della Gran Bretagna, e accettò di avviare la costruzione della ferrovia alle condizioni di Balmoral. A questo punto la Gran Bretagna aveva già ulteriormente consolidato il suo controllo sul Golfo Persico.
Nel giugno 1914 erano iniziati i rilievi per la sezione Enzeli-Teheran e nel 1915 i risultati della parte Astara-Teheran della ferrovia furono completati e pubblicati. Tuttavia i progressi erano lenti. Poi, pochi giorni dopo lo scoppio della prima guerra mondiale, la Russia rinunciò all'obbligo di costruire la linea Teheran-Khanaqin ai sensi dell'accordo di Potsdam.

## Dopo la prima guerra mondiale

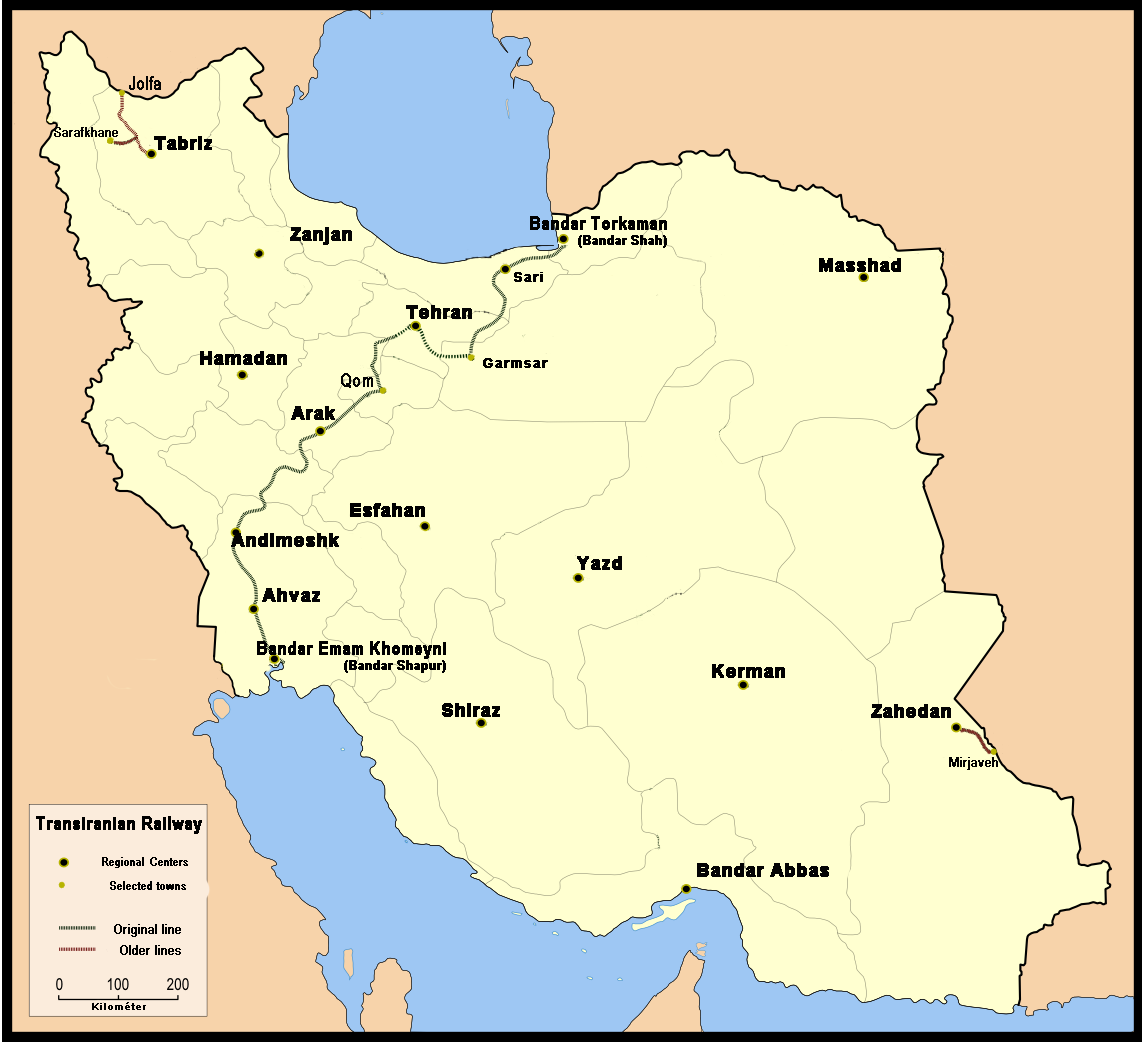
La ferrovia trans-iraniana nel 1938

Dopo la sostanziale interruzione, durante la prima guerra mondiale, il progetto per la costruzione di una ferrovia a scartamento normale (1,435 mm) attraverso l'Iran venne avviato da Reza Shah Pahlavi come parte di numerose riforme che contribuirono alla profonda modernizzazione dell'Iran avvenuta nei decenni tra la prima e la seconda guerra mondiale. Sebbene tecnicamente indipendente, l'Iran era ancora un paese finanziariamente devastato e debole. Eppure il decennio degli anni Trenta portò l'emergere di un mercato economico, un drastico aumento delle industrie moderne, un aumento delle esportazioni e un aumento della produzione agricola.
Inizialmente, gli osservatori britannici e russi consideravano la costruzione della ferrovia come la soluzione definitiva agli immensi problemi di trasporto che l'Iran doveva affrontare a causa della popolazione scarsamente insediata, della mancanza di fiumi, della presenza di alte montagne e inospitali regioni desertiche nel paese. Molti americani e britannici si opposero alla ferrovia trans-iraniana, suggerendo sistemi di trasporto più efficienti e meno costosi, come il servizio di trasporto automobilistico dell'esercito americano, che trasportava circa un quarto del volume trasportato dalla ferrovia fino al confine sovietico. Alcuni critici britannici, tra cui il generale Percy Sykes, si opposero alla ferrovia perché correva da nord a sud, piuttosto che da ovest a est. La rotta da ovest a est sarebbe stata preferita perché avrebbe consentito agli inglesi l'accesso diretto alle loro basi militari in India e Mesopotamia, e allo stesso tempo, avrebbe evitato la minaccia di perdite commerciali di profitto per la Russia e qualsiasi rivale straniero.
C'erano anche iraniani contrari alla costruzione della ferrovia, ritenendo che il denaro potesse essere invece impiegato molto più efficacemente nella costruzione delle strade. Tuttavia, se un ministro del governo fosse stato sorpreso a criticare l'ingente onere fiscale prodotto dalla ferrovia, avrebbe potuto essere messo in prigione con l'accusa di essere un collaboratore britannico, tentando decisamente di tenere l'Iran indietro rispetto ai propri obiettivi finanziari e strategici.
Sebbene possa sembrare logico attribuire la riduzione dei prezzi dei trasporti alla Ferrovia trans-iraniana, in realtà essa contribuì in misura minima. Sebbene molta opposizione alla ferrovia fosse motivata politicamente e finanziariamente, la ferrovia era un onere fiscale costoso, essendo costata allo stato 2.195.180.700 riyal fino al 1938-1939. La maggior parte del capitale utilizzato per finanziare la ferrovia venne ottenuta dalla tassazione di beni come zucchero e tè, prodotti negli impianti istituiti dal ministero delle industrie, nell'ambito del movimento di riforma di Reza Shah Pahlavi.

### Costruzione
Nel 1924 la compagnia americana Ulen negoziò con il primo ministro Reza Khan (il futuro Reza Shah) un accordo per fare uno studio di fattibilità per una linea ferroviaria da Khorramshahr al Mar Caspio.
Negli anni successivi Reza, che divenne Shah nel 1925, fece approvare in parlamento una legge che assicurava il finanziamento interno iraniano per il progetto ferroviario con le tasse riscosse sul consumo di zucchero e altri beni, escludendo così un nuovo ciclo di debiti esterni che avevano impantanato i governanti dell'Iran prima della prima guerra mondiale.
In ulteriori trattative venne concordato di costruire inizialmente due linee di prova, a partire dall'estremità settentrionale e meridionale della ferrovia trans-iraniana progettata, al fine di stabilire i costi per un accordo sull'intera linea. Contro gli interessi concorrenti di altri paesi, gli americani decisero di formare una joint venture con aziende tedesche.
Dal 1927 un sindacato internazionale denominato Syndicat du Chemin du Fer en Perse composto dall'americana Ulen and Company e da un tedesco Konsortium für Bauausführungen in Persien (formato da 3 società tedesche Philipp Holzmann, Julius Berger e Siemens Bauunion) intraprese la costruzione delle prime linee di prova. Gli americani realizzarono la linea da Bandar Shahpur via Ahvaz fino a Dezful. Il gruppo tedesco partì dal nuovo porto di Bandar Shah sulla costa del Caspio ai piedi dei monti Alborz a Shahi (Qaem Shahr). Gli americani rescissero il loro contratto nel 1930 dopo il ritardo dei pagamenti da parte del governo a causa di un conflitto con Reza Shah.
Nell'aprile 1933 l'Iran concluse un contratto con la ditta danese Kampsax, che a quel tempo era attiva nella costruzione di ferrovie in Turchia, e lo scià seguì la raccomandazione turca che aveva l'ulteriore vantaggio di far entrare una società da un piccolo paese che non rappresentava alcun rischio politico per l'indipendenza iraniana. La Kampsax subappaltò il progetto, in 43 lotti, ad aziende provenienti da Europa, Stati Uniti e Iran. Gli ingegneri di Kampsax supervisionarono i lavori su ogni lotto, coordinati dalla sede centrale di Teheran. Il contratto richiedeva a Kampsax di completare la linea entro maggio 1939 e questa completò il progetto, sotto budget e prima del previsto, con l'apertura formale il 26 agosto 1938.
Il primo conduttore ufficiale di una locomotiva a vapore a percorrere la linea fu un iraniano di nome Hossein Orang. Le prime linee passavano attraverso alte montagne. I lunghi tratti avevano pendenze fino a 1 su 36 e tecniche di salita come le spirali ferroviarie. La spirale delle tre linee d'oro (Se Khat Tala) si trovava sul ramo di Mazandaran nella contea di Savadkuh, a pochi chilometri a sud del ponte di Veresk. La linea saliva o scendeva, in breve distanza, passando tre volte nella stessa zona a quote diverse. I treni scendevano verso Sari o salivano nella direzione opposta attraversando i tunnel gemelli di Dowgal. La linea era lunga 1.394 km, aveva circa 230 gallerie e 4100 ponti e il suo punto più alto era ad Arak, a 2.220 metri sul livello del mare. Tuttavia, gli appaltatori di Kampsax posarono binari relativamente leggeri, che andavano da 34,0 a 37,8 kg per metro, che limitavano i carichi sugli assi che la linea poteva sopportare.

### Ingegneria e sfide geologiche

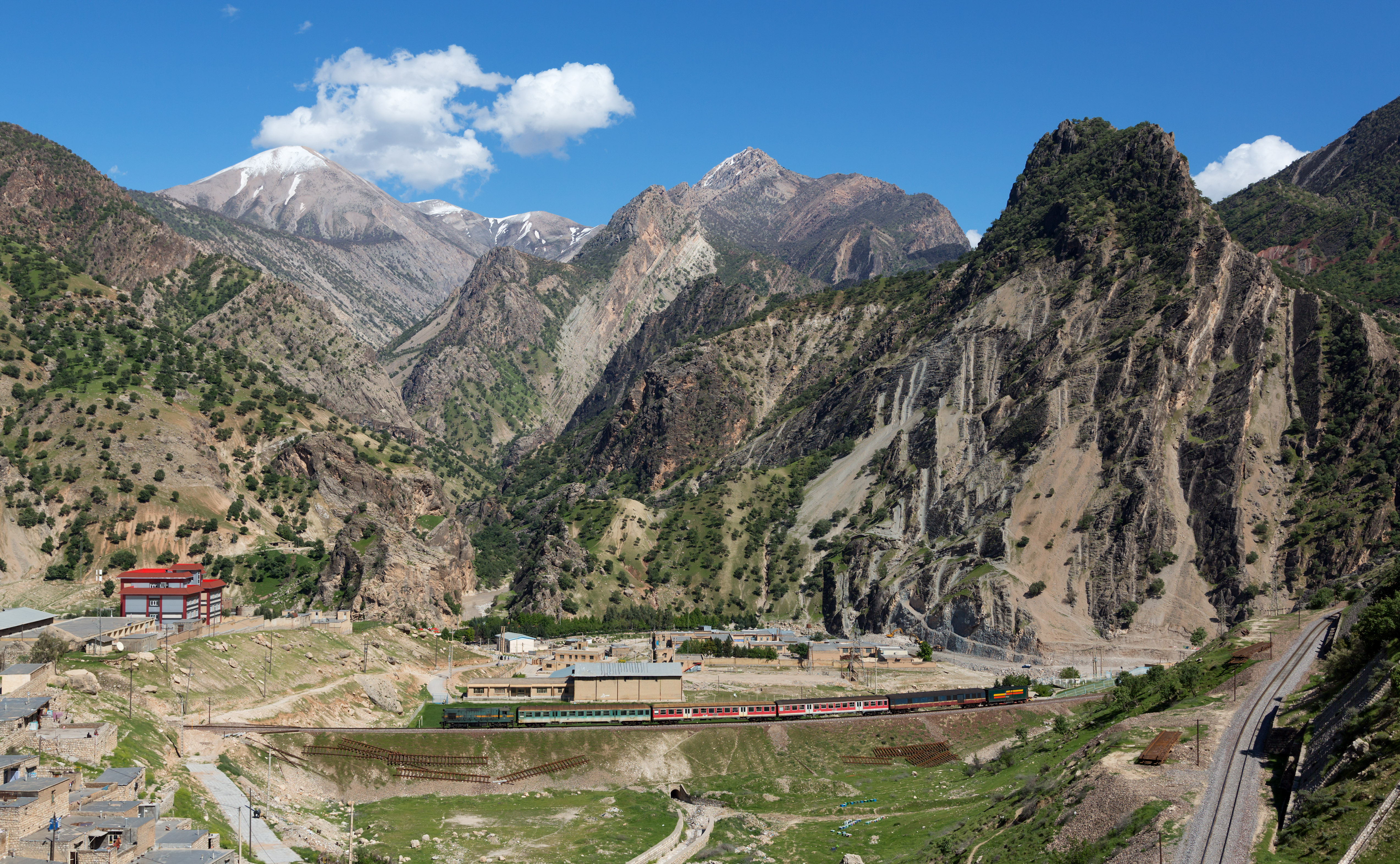
Ferrovia trans-iraniana sui monti Zagros

Vennero affrontati vari problemi geologici, che richiesero l'abbandono di alcune gallerie e il riallineamento del tracciato attraverso diversi terreni:
- Un tunnel attraverso una cupola di sale venne abbandonato perché la falda freatica perturbata avrebbe eroso il sale.
- Un tunnel iniziato attraverso una roccia apparentemente solida venne abbandonato dopo aver incontrato gesso polveroso che riempiva lo scavo con la stessa rapidità con cui veniva scavato.
- Un tunnel attraverso la pomice non poté essere fatto saltare e neanche essere scavato poiché i picconi e le pale si bloccarono.
- Un tunnel incontrò un grande "vuoto", una caverna nella montagna che richiese un ponte all'interno della caverna.
- La scarsa disponibilità di acqua dolce rendeva problematica la miscelazione di malta e calcestruzzo di lunga durata.
- Grandi ponti come il ponte di Veresk furono necessari per attraversare le montagne dell'Alborz.

### Locomotive
Nel 1936 Beyer, Peacock & Company fornì all'Iran quattro locomotive articolate Garratt 4-8-2+2-8-4 (numeri di fabbrica 6787-6890). Nel 1938 queste divennero la classe 86.01. Fino all'invasione britannica dell'Iran, nel 1941 (vedi sotto, invasione anglo-sovietica dell'Iran), queste Garratt sembrano essere state le uniche locomotive britanniche a scartamento standard in Iran.
I produttori tedeschi fornirono 65 locomotive a vapore per l'apertura della linea nel 1938. 49 erano consolidamenti 2-8-0: 24 da Krupp che formavano la classe 41.11, 16 da Henschel & Son che formavano la classe 41.35 e 9 da Maschinenfabrik Esslingen che formavano la classe 41.51. Le altre 16 erano Decapodi Henschel 2-10-0 che formavano la classe 51.01.
La ferrovia acquisì 10 delle locomotive che Kampsax aveva usato per costruire la linea. Si trattava di locomotive da trasporto merci composte 0-10-0 di Gölsdorf costruite tra il 1909 e il 1915 come Gruppo 80 delle Ferrovie dello Stato austriache dalla Wiener Neustädter Lokomotivfabrik, Lokomotivfabrik Floridsdorf e Lokomotivfabrik der StEG a Vienna e da Breitfeld-Daněk in Boemia. Quando la ferrovia iraniana introdusse il suo nuovo sistema di numerazione, nel 1938, i Gölsdorf 0-10-0 mantennero i loro numeri originali austriaci.

## Seconda guerra mondiale

### Operazione britanniche e sovietiche 1941–1942
I britannici e i russi inizialmente dichiararono che la ragione dell'invasione dell'Iran era l'incapacità del governo iraniano di liberare il paese dai tedeschi, che presumibilmente stavano pianificando un eventuale colpo di stato. Eppure c'erano altre ragioni per l'invasione, e la posizione chiave della Ferrovia trans-iraniana come parte del cosiddetto "corridoio persiano" fu una delle ragioni principali dell'invasione anglo-sovietica dell'Iran nella seconda guerra mondiale. Nonostante i tentativi di Reza Shah di rimanere neutrale, gli alleati decisero che sarebbe stato più efficace rimuovere Reza Shah dal trono, usando il suo giovane figlio, Mohammad Rezā Shāh Pahlavi, per aiutarli a usare la ferrovia trans-iraniana per trasportare petrolio in Gran Bretagna, e forniture all'Unione Sovietica.
Nell'agosto del 1941 sovietici, inglesi e forze indiane britanniche invasero l'Iran per proteggere il loro approvvigionamento di petrolio in Iran e per fissare il Corridoio persiano come via di rifornimento dal Golfo Persico alle repubbliche dell'Unione Sovietica dell'Asia centrale. Nel settembre 1941 gli Alleati presero il controllo della Ferrovia trans-iraniana: britannici e Royal Engineers (RE), comandati dal brigadiere Godfrey D. Rhodes, operavano la Divisione Meridionale tra Teheran e il porto di Bandar Shahpur sul Golfo Persico e l'esercito sovietico, con la Divisione Nord, tra Teheran e il porto di Bandar Shah sul Mar Caspio.
La RE ampliò la capacità di carico costruendo nuovi scali ferroviari a Bandar Shahpur, Ahvaz e Andimeshk e un incrocio ad Ahvaz per una nuova linea per Khorramshahr sullo Shatt al-Arab. Al fine di aumentare il numero di locomotive della linea, la RE costruì un cantiere ad Abadan, per trasferire le locomotive dalle navi mercantili alle chiatte per portarle sul fiume Karun, e una torre su un molo sul Karun ad Ahvaz per scaricarle dalle chiatte sulla ferrovia. Quando gli inglesi conquistarono per la prima volta la parte meridionale, nel 1941, la ferrovia era in grado di far viaggiare solo un treno merci che riusciva a trasportare un volume di 978 tonnellate al giorno nel primo trimestre del 1942. Tuttavia, nel settembre 1943, si giunse a trasportare 5.400 tonnellate al giorno, grazie all'importazione di nuove locomotive, carri e personale più abile.

### Locomotive
Il deposito locomotive della Divisione Meridionale ad Ahvaz aveva due 2-10-0 tedesche, sette 2-8-0 tedesche, due classe 41.01 2-8-0 costruite da Beyer, Peacock & Company nel 1934, due classe 80.14 0-10-0 di un costruttore di locomotive austriaco e sette locomotive più piccole. Il RE riscontrò che tutte, tranne le 2-10-0, erano in cattive condizioni, così come parte del materiale rotabile merci. A dicembre iniziarono ad arrivare dalla Gran Bretagna dozzine di locomotive a vapore LMS 2-8-0 e 840 vagoni merci da 20 tonnellate. 27 LMS 2-8-0 a carbone, designate classe 41.100 nel sistema di numerazione delle Ferrovie dello Stato iraniane, erano in servizio nel febbraio 1942. Una volta che un numero sufficiente di LMS 2-8-0 era in servizio, alcune delle locomotive tedesche furono destinate ad aumentare la flotta della Divisione Nord operata dai sovietici. Dal febbraio all'agosto 1942, 96 LMS 2-8-0 a petrolio, designate classe 41.150, entrarono in servizio nella Divisione Sud e nel dicembre 1942 si unirono altre 19 locomotive a carbone classe 41.100. Nello stesso anno Davenport Locomotive Works fornì 24 locomotori diesel-meccanici 0-4-0, designati classe 20.01, che l'Iran aveva ordinato prima dell'invasione alleata.

### Operazione statunitense e sovietica 1942–1945

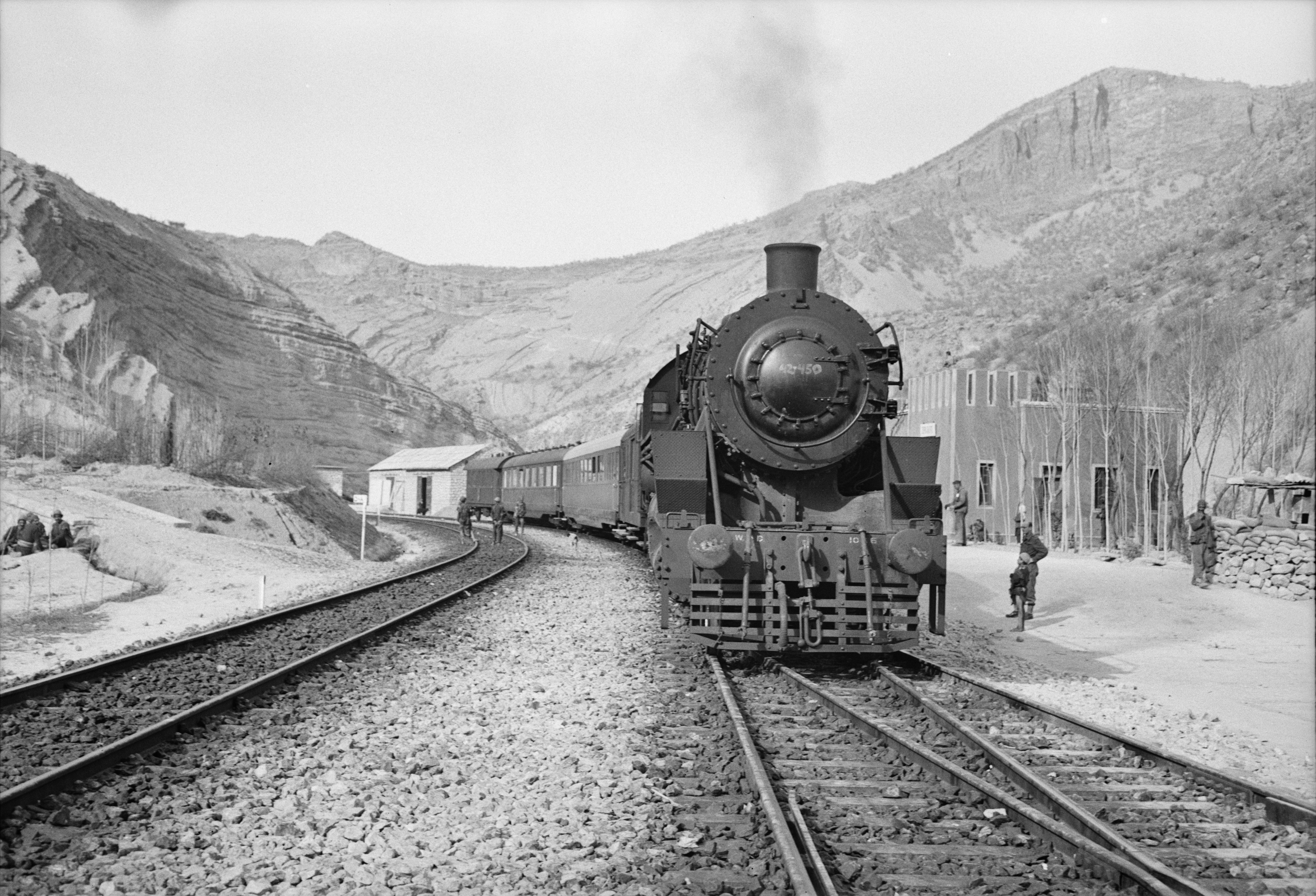
Una locomotiva americana che trasporta aiuti alleati per la Russia, ferma in una stazione, c. 1943

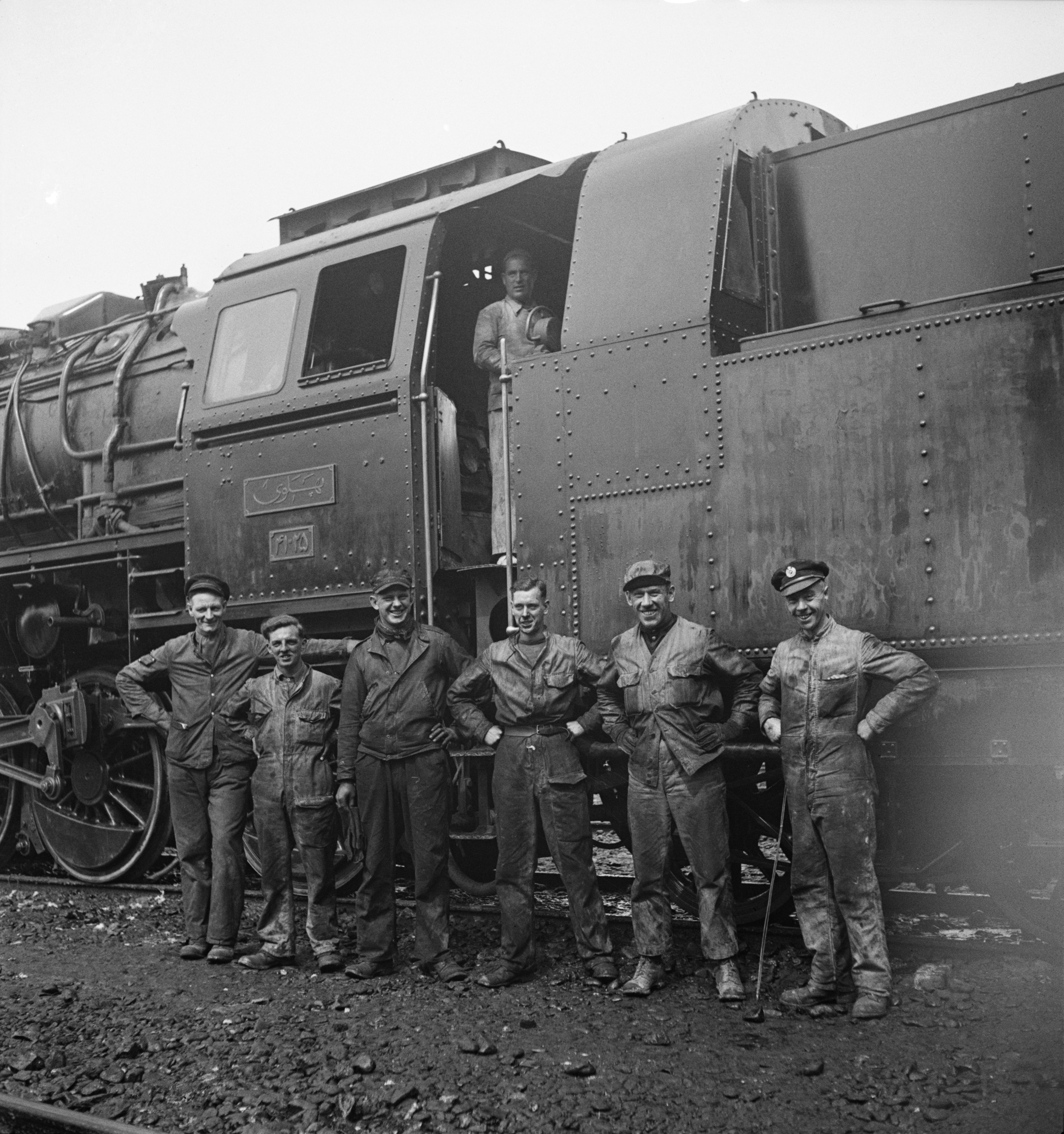
Equipaggi delle ferrovie americane e britanniche che stanno prendendo rifornimenti per la Russia. C. 1943

Nel dicembre 1942 l'US Army Transportation Corps (USATC) sostituì le forze britanniche e dell'Impero che operavano nella Divisione meridionale. Su 266 km la linea disponeva di 144 gallerie, nelle quali i fumi di carbone e olio creavano condizioni di lavoro difficili per gli equipaggi delle locomotive a vapore. Un approvvigionamento idrico limitato in tutto il percorso e il clima caldo delle pianure meridionali avevano creato ulteriori difficoltà per il funzionamento delle locomotive a vapore. L'USATC considerò quindi le locomotive diesel-elettriche più adatte e requisì le 13 ALCO RS-1 costruite e le fece convertire in locomotive Co-Co ALCO RSD-1 da 1.000 cavalli. Altre 44 RSD-1 vennero costruite per l'uso in Iran. Queste erano in totale solo 57 locomotive, quindi inizialmente furono utilizzate per operare solo nella parte meridionale della Divisione Meridionale tra Bandar Shahpur e Andimeshk.
Per il traffico tra Andimeshk e Teheran, l'USATC portò 91 locomotive a vapore di classe S200, designate classe 42.400 nel sistema di numerazione delle Ferrovie dello Stato iraniano. L'USATC introdusse anche altri 3.000 vagoni merci. Nell'aprile 1943 entrarono in servizio altri 18 ALCO RSD-1, consentendo all'USATC di restituire alcuni LMS 2-8-0 al British Middle East Command e di estendere le operazioni diesel verso nord, raggiungendo Qom entro settembre 1943 e servendo regolarmente Teheran nel maggio 1944. L'USATC aumentò ulteriormente il traffico merci fino a raggiungere nel 1944 una media di 6.489 tonnellate al giorno.
Il traffico "Aiuto alla Russia" cessò nel maggio 1945 e in giugno l'USATC ritirò i suoi RSD-1 e ne restituì il controllo alle autorità britanniche. Poco dopo gli inglesi ripristinarono la linea alle Ferrovie dello Stato iraniane, predecessore delle Ferrovie della Repubblica Islamica dell'Iran.

## Dopo la seconda guerra mondiale
La ferrovia è stata estesa da Bandar Shah a Gorgan nel 1961.
Nel 2014 è stato completato e reso operativo il collegamento ferroviario Kazakistan-Turkmenistan-Iran, parte del Corridoio Internazionale di Trasporto Nord-Sud che collega Kazakistan e Turkmenistan con l'Iran, con una nuova linea che collega Gorgan a Etrek in Turkmenistan. Le ferrovie degli ex stati dell'Unione Sovietica utilizzano uno scartamento russo di 1 520 mm che impone alle ferrovie iraniane di fornire servizi di scartamento al confine con il Turkmenistan.